# Župnija Kopanj
Župnija Kopanj je rimskokatoliška teritorialna župnija Dekanije Grosuplje Nadškofije Ljubljana.

### Farne spominske plošče v župniji Kopanj
V župniji Kopanj so postavljene Farne spominske plošče, na katerih so imena vaščanov iz okoliških vasi (Čušperk, Mala račna, Predole, Velika Ilova gora in Velika račna), ki so umrli nasilne smrti na protikomunistični strani v letih 1943-1945. Skupno je na ploščah 44 imen.